# Muzeul Arheologic din Córdoba
Muzeul Arheologic din Córdoba (în spaniolă Museo Arqueologico de Córdoba) este un muzeu arheologic din Córdoba care găzduiește artefacte iberice. Muzeul are două etaje supraterane și unul subteran, cel subteran găzduind ruinele cetății romane care s-a aflat pe locul în care a fost construit.